# Stepani
Stepani este o localitate din comuna Koper, Slovenia, cu o populație de 15 locuitori.